# Heerser
Een heerser is de machthebber die het in een bepaald gebied of staat voor het zeggen heeft. Hij of zij kan met geweld aan de macht gekomen zijn, de macht als troonopvolger overnemen na de dood van de vorige heerser of gekozen zijn in een verkiezingsstrijd tussen verschillende kandidaten. In een dictatuur of absolute monarchie houdt de heerser zijn positie in stand met meestal een bloederig onderdrukkingsapparaat dat andersdenkenden de mond snoert. Veelgebruikte middelen hiervoor zijn de inlichtingendienst, geheime politie en het leger. In een democratie wordt de heerser, meestal genaamd president of premier, rechtstreeks gekozen door de kiesgerechtigde bevolking of indirect door de volksvertegenwoordiging.
baljuw · baron · dictator · doge · emir · farao · graaf · groothertog · grootvizier · grootvorst · heer · hertog · jonker · kalief · kan · keizer · koning · landgraaf · landsheer · landvoogd · maharadja · markies · monarch · paltsgraaf · paus · president · prins-bisschop · regent · sjah · sjeik · staatshoofd · sultan · tenno · tsaar · vizier · vorst · vorst-aartsbisschop